# Cezaryna Wojnarowska

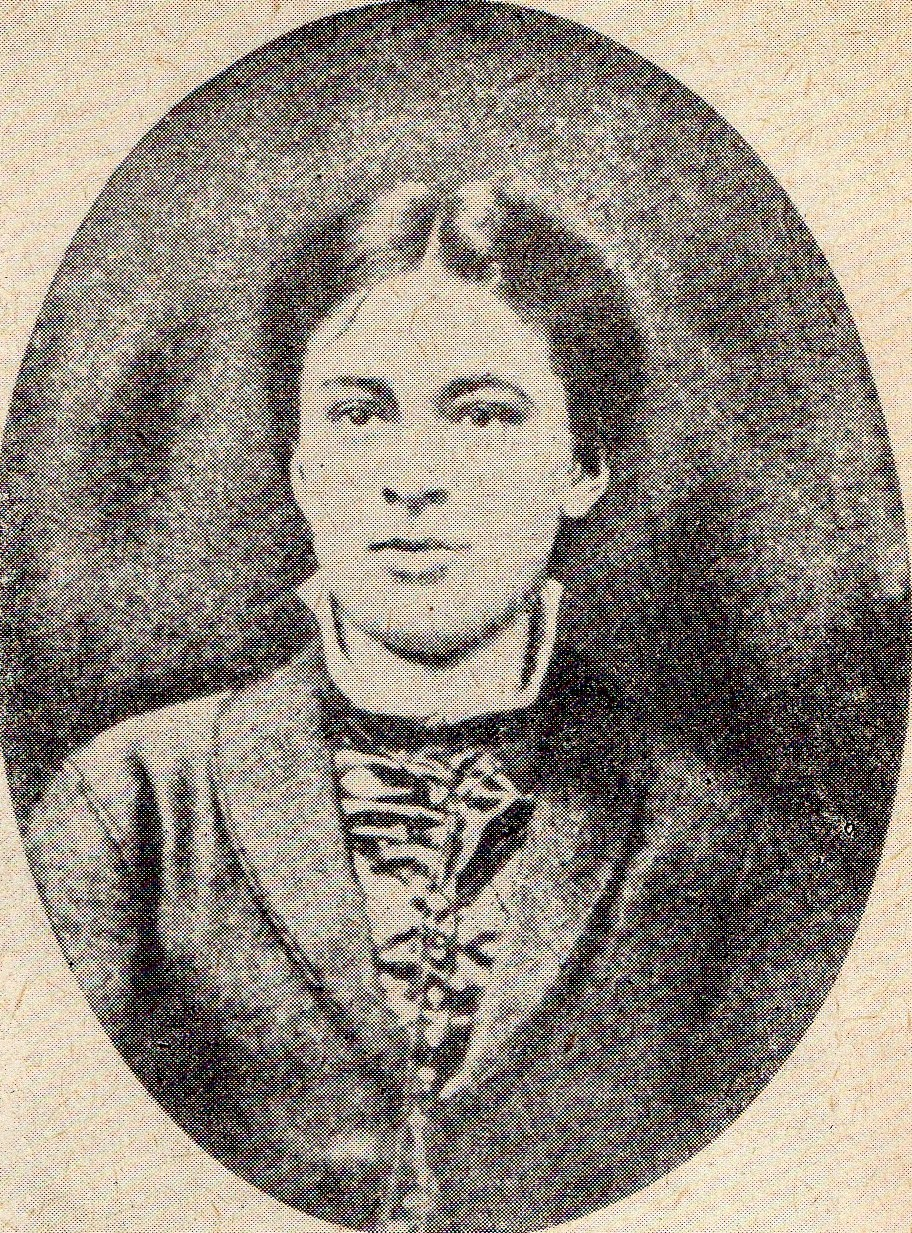
Cezaryna Wanda Wojnarowska

Cezaryna Wanda Wojnarowska (* 1. Mai 1861 in Kamjanez-Podilskyj; † 15. April 1911 in Paris) war eine polnische Sozialistin.

## Leben
Wojnarowska stammte aus einer Familie des polnischen Kleinadels (Szlachta). Sie besuchte das Gymnasium in Chișinău und studierte 1877/78 in Sankt Petersburg. Von 1877 bis 1883 war sie in Sankt Petersburg, Warschau und Krakau Mitglied der ersten polnischen sozialistischen Zirkel sowie Mitglied der ersten polnischen Arbeiterpartei „Proletariat“. Sie wurde 1879 sowie 1881 und 1883 wegen ihrer politischen Betätigung verhaftet und jeweils für kurze Zeit inhaftiert. Wojnarowska emigrierte Ende 1883 in die Schweiz. Von 1884 bis 1889 war sie in Genf Mitherausgeberin der polnischen sozialistischen Zeitschriften Przedświt (Morgenröte) und Walka Klas (Klassenkampf) sowie Mitarbeiterin der Zeitschrift Przegląd Tygodniowy (Wochenschau). Ab 1889 studierte sie an der Sorbonne Geschichte und Literatur, unter anderem bei dem berühmten Revolutionshistoriker François-Alphonse Aulard. 1893 wurde sie Mitglied der Sozialdemokratie des Königreichs Polen (SDKP; ab 1899: Sozialdemokratie des Königreichs Polen und Litauens, SDKPiL). Von 1900 bis 1904 vertrat sie die SDKPiL beim Internationalen Sozialistischen Büro der Zweiten Internationale in Brüssel. Ihre Nachfolgerin wurde Rosa Luxemburg. In den letzten Jahren ihres Lebens war Wojnarowska auch aktiv in der französischen sozialistischen Bewegung.

## Ehrungen
Die Polnische Post ehrte sie 1982 mit der Herausgabe einer Sondermarke.